# Radu Grigorovici
Radu Grigorovici (n. 20 noiembrie 1911, Cernăuți, din Austro-Ungaria – d. 1 august 2008, București, din România) a fost un fizician român de origine evreiască după mamă, membru titular al Academiei Române și vicepreședinte al acesteia (1990–1994). A adus contribuții fundamentale la fizica semiconductorilor amorfi; este considerat fondatorul școlii românești de cercetare în acest domeniu. A publicat studii și documente despre Bucovina natală.

## Biografie
Radu Grigorovici s-a născut la 20 noiembrie 1911 în Cernăuți, ca unicul fiu al social-democraților bucovineni Gheorghe și Tatiana Grigorovici. După absolvirea liceului Aron Pumnul (1928) a studiat la Universitatea din Cernăuți, obținând în 1931 licența în științe chimice, iar în 1934 licența în științe fizice. La aceeași universitate, a fost apoi preparator la Laboratorul de fizică experimentală al profesorului Eugen Bădărău.
În 1936 s-a transferat la Facultatea de Științe a Universității din București, unde Bădărău fusese chemat ca șef al Laboratorului de fizică moleculară, acustică și optică. În 1938 a obținut titlul de doctor în științe fizice cu o disertație despre Potențialul disruptiv în vapori de mercur. A urcat treptele ierarhiei universitare, devenind conferențiar în 1949. Între anii 1947-1957 a lucrat în paralel în industria izvoarelor de lumină (fabrica Lumen, apoi Electrofar), ca inginer consultant. Este constrâns, din motive politice, să renunțe la cariera universitară. Se retrage în activitatea de cercetare, devenind șef de secție (1960) și director adjunct științific (1963) la Institutul de Fizică București al Academiei RPR; în 1970 institutul va trece în subordinea Comitetului de Stat pentru Energia Nucleară. În 1973 solicită pensionarea, continuându-și activitatea ca cercetător științific principal I cu jumătate de normă; în 1977, în urma unei reorganizări, este transferat la Institutul de Fizica și Tehnologia Materialelor, iar după un an i se desface contractul de muncă.
Radu Grigorovici a adus contribuții originale la fizica descărcărilor electrice în gaze, analiza spectrală în flacără, izvoarele de lumină, optica fiziologică și instrumentală, sistemele de mărimi și unități fizico-fiziologice. La Institutul de Fizică București a organizat și condus un grup de cercetători care a studiat fenomenele de transport în straturi metalice subțiri dezordonate, explicate prin structura de benzi a metalelor respective (1959-1966). Dar rezultatele cele mai importante au fost obținute în studiul semiconductorilor amorfi (1964-1977).
Grigorovici și colaboratorii au studiat structura, transportul electric, proprietățile optice și fotoconductivitatea în straturile amorfe de germaniu, siliciu și carbon obținute prin evaporare în vid. Pe baza acestor rezultate, Grigorovici a fost primul care a reliefat deosebirile structurale dintre straturile de germaniu și siliciu amorfe și microcristaline; a urmat elaborarea unui model structural, completat cu considerente energetice. Acest „amorphonic model”, rafinat ulterior în diverse laboratoare ca „random network model”, este astăzi practic unanim acceptat drept model structural pentru semiconductorii amorfi și a deschis drumuri noi în cercetare și aplicații.
Aceste lucrări au adus grupului Grigorovici notorietate internațională, iar inițiatorului său recunoașterea ca mentor fondator al unei școli românești de cercetare în acest domeniu. Rezultatele au fost propagate la congrese internaționale și școli de vară, în articole de sinteză și monografii, au fost citate extensiv și au avut aprecierea unor fizicieni de statura lui Sir Nevill Mott. Radu Grigorovici a fost cooptat în comitetele de organizare a numeroase congrese internaționale, în comitetele de redacție ale revistelor de specialitate (Journal of Non-Crystalline Solids, Thin Solid Films, physica status solidi) și în Comisia de Semiconductori a Uniunii Internaționale de Fizică Pură și Aplicată (1969-1975).
A fost ales membru titular al Academiei Române în 1990 (era membru corespondent din 1963) și vicepreședinte al acesteia (1990–1994). Preocupat de „adevărul vieții și adevărul științei”, s-a angajat activ pentru regenerarea Academiei în anii următori dictaturii comuniste. A fost membru de onoare al Academiei de Științe a Moldovei și doctor honoris causa al Universității din București.
Cunoscut pentru nonconformismul și spiritul său critic, Radu Grigorovici și-a atras, de-a lungul vieții, admirația sau antipatia multora . Un coleg american l-a numit „un om de știință de renume mondial, un umanist și un muzician”. Avea un interes permanent și intens pentru literatură, istorie și arte. După dezmembrarea imperiului sovietic, a inițiat un dialog susținut cu românii bucovineni; a publicat, în ediție bilingvă română/germană, un volum de studii și documente despre Bucovina. Era un fin muzician care, după timpul dedicat fizicii, se relaxa interpretând la pian piesele preferate din marele repertoriu. A încetat din viață la 1 august 2008, în București.

## Lucrări (selecție)

### Cercetare
- Die Zündspannung von reinem Quecksilberdampf, Zeitschrift für Physik, Vol. 111, Nr. 9-10, pp. 596–616, 1939.
- Optical Properties and Electronic Structure of Amorphous Germanium, physica status solidi b, Vol. 15, Nr. 2, pp. 627–637, 1966 (colaborare cu J. Tauc și A. Vancu).
- Evaluation of the Heat of Crystallization of Amorphous Germanium, Nature, Vol. 226, Nr. 5241, pp. 143–144, 1970 (colaborare cu R. Mănăilă).

### Sinteză
- Amorphous semiconducting thin films, Thin Solid Films, Vol. 9, Nr. 1, pp. 1–23, 1972.
- Amorphous semiconducting films: Physical background of applications, Thin Solid Films, Vol. 12, Nr. 1, pp. 153–166, 1972.
- The structure of amorphous semiconductors, în Electronic and Structural Properties of Amorphous Semiconductors, ed. P. G. Le Comber și J. Mort, Academic Press, London, 1973, pp. 192–241, ISBN 0-12-440550-9.
- The structure of amorphous semiconductors, în Amorphous and Liquid Semiconductors, ed. J. Tauc, Plenum Press, London, 1974, pp. 45–99, ISBN 0-306-30777-4.

### Studii și eseuri
- Bucovina între milenii: studii și documente, Editura Academiei Române, București, 2006, ISBN 978-973-27-1442-3.
- Argumente: despre oameni, idei și politici, Editura ALMA, Craiova, 2011, ISBN 978-606-567-103-4.